# Colletes westghats
Colletes westghats är en biart som beskrevs av Kuhlmann 2003. Colletes westghats ingår i släktet sidenbin, och familjen korttungebin. Inga underarter finns listade i Catalogue of Life.